# Pope (Szerbia)
Pope (szerbül: Попе), település Szerbiában, a Raškai körzet Novi Pazar községében.

## Népesség
- 1948-ban 479 lakosa volt.
- 1953-ban 549 lakosa volt.
- 1961-ben 583 lakosa volt.
- 1971-ben 499 lakosa volt.
- 1981-ben 393 lakosa volt.
- 1991-ben 177 lakosa volt.
- 2002-ben 83 lakosa volt, akik közül 69 szerb (83,13%), 12 muzulmán (14,45%) és 2 bosnyák.